# Alsó-Fehér
Het comitaat Alsó-Fehér (Hongaars: Alsó-Fehér vármegye, Roemeens: Comitatul Alba de Jos, Duits: Komitat Unterweißenburg) is een historisch  comitaat in het vroegere koninkrijk Hongarije. Het ligt vandaag in de Roemeense regio Zevenburgen.

## Ligging

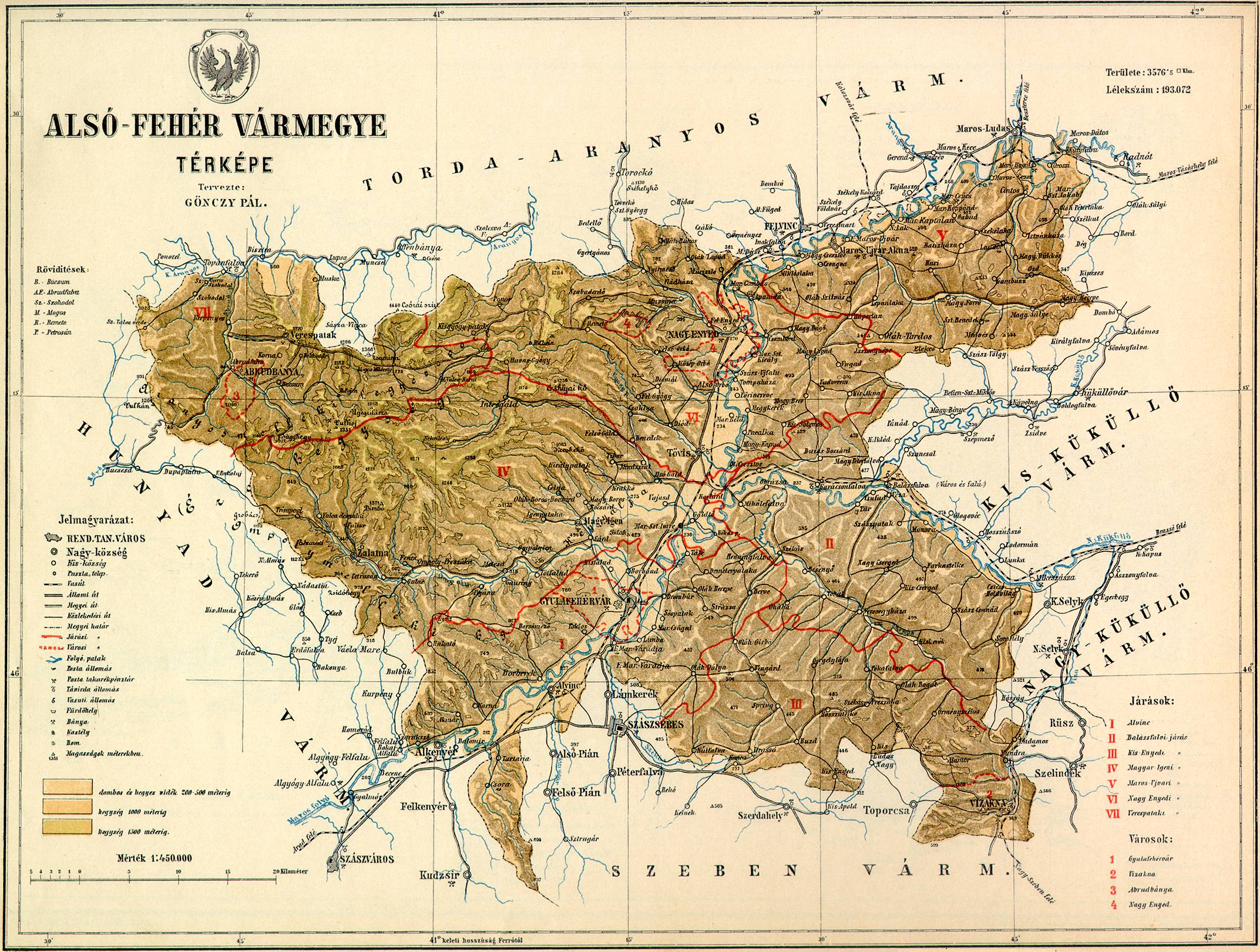
Kaart van het comitaat Alsó-Fehér in 1890

Alsó-Fehér grensde aan de comitaten Hunyad, Torda-Aranyos, Kis-Küküllő, Nagy-Küküllő en Szeben. Door het gebied stromen de Mureș (Hongaars: Maros) en de Târnava (Hongaars: Küküllő). Aan de linkeroever van de Mureș strekte zich het heuvelland van de Königsboden (Hongaars: Királyföld) uit, aan de rechterkant de bergen van het Zevenburgse Ertsgebergte (Hongaars: Erdélyi Érchegység). Het comitaat besloeg een oppervlakte van ongeveer 3.600 km².

## Geschiedenis
Het comitaat ontstond in 1765 toen het oudere comitaat Fehér werd opgesplitst in de comitaten Alsó-Fehér en (letterlijk "Neder-Fehér") en Felső-Fehér (letterlijk "Opper-Fehér"). Bij de herschikking van de bestuurlijke indeling van Zevenburgen in 1876 werden de grenzen van Alsó-Fehér licht veranderd en bleven vervolgens ongewijzigd tot 1918. Na het Verdrag van Trianon kwam het gebied in 1920 bij het Koninkrijk Roemenië, waar het tot 1960 bestond als het district Alba. Vandaag is het grondgebied verdeeld onder de districten Alba, Sibiu (in het zuidoosten) en Mureș (een klein deel in het noordoosten).

## Bevolking
Bij de volkstelling van 1910 werden er in het comitaat Alsó-Fehér 221.618 inwoners geteld, waarvan 39.107 Hongaren, 7.269 Duitsers en 171.483 Roemenen. Op vlak van religie gaven 11.194 inwoners aan rooms-katholiek te zijn, 85.276 Grieks-katholiek, 23.009 calvinistisch, 7.283 luthers en 89.724 Grieks-orthodox. De Hongaarse bevolking leefde voornamelijk in de stoeldistricten Marosújvár (Ocna Mureș) en Nagyenyed (Aiud), alsook in de steden Gyulafehérvár (Alba Iulia), Vízakna (Ocna Sibiului), Abrudbánya (Abrud) en Nagyenyed (Aiud).

## Districten
| Stoeldistricten (járások) | Stoeldistricten (járások)              |
| Stoeldistrict             | Hoofdplaats                            |
| ------------------------- | -------------------------------------- |
| Alvinc                    | Alvinc, tegenwoordig Vințu de Jos      |
| Balázsfalva               | Balázsfalva, tegenwoordig Blaj         |
| Kisenyed                  | Vízakna, tegenwoordig Ocna Sibiului    |
| Magyarigen                | Magyarigen, tegenwoordig Ighiu         |
| Marosújvár                | Marosújvár, tegenwoordig Ocna Mureș    |
| Nagyenyed                 | Nagyenyed, tegenwoordig Aiud           |
| Tövis                     | Tövis, tegenwoordig Teiuș              |
| Verespatak                | Verespatak, tegenwoordig Roșia Montană |

| Stadsdistricten (rendezett tanácsú városok) | Stadsdistricten (rendezett tanácsú városok) |
| ------------------------------------------- | ------------------------------------------- |
| Abrudbánya, tegenwoordig Abrud              |                                             |
| Gyulafehérvár, tegenwoordig Alba Iulia      |                                             |
| Nagyenyed, tegenwoordig Aiud                |                                             |
| Vízakna, tegenwoordig Ocna Sibiului         |                                             |